# Claudia Schoppmann
Claudia Schoppmann (Stuttgart, 17 de fevereiro de 1958) é uma historiadora, investigadora e escritora alemã. Seu campo de investigação inclui os estudos da política nazista, a resistência alemã ao nazismo, o lesbianismo e as mulheres exiladas.
Sua dissertação sobre a perseguição de homossexuais durante o Terceiro Reich também foi inovadora nos campos dos estudos do Holocausto e genocídio por sua ênfase nas experiências de lésbicas.Ela também escreveu extensivamente sobre mulheres escritoras alemãs no exílio, mulheres judias na Alemanha após o Holocausto, biografias de mulheres e o resgate de judeus na Alemanha
Claudia Schoppmann é lésbica e tem escrito vários livros sobre temas relacionados com as pessoas LGBT. Enquanto militante, Schoppmann liderou um extenso projeto de pesquisa sobre o resgate de judeus na Alemanha, que envolveu a compilação de um banco de dados de socorristas e perseguidos.

## Carreira
Claudia Schoppmann estudou história, comunicação e filologia alemã inicialmente na Universidade de Münster e mais tarde na Universidade Livre de Berlim.
Fez seu doutorado em História moderna na Universidade Técnica de Berlim.
Após, obteve uma bolsa de investigação no Museu do Holocausto em Washington como investigadora sócia ao Centro de Investigação do Antissemitismo de Berlim (Zentrum für Antisemitismusforschung) onde pesquisou sobre a solidariedade judia na Alemanha em frente à política nazista durante a Segunda Guerra Mundial.
Teve seus estudos universitários finalizados em 1990 e publicou seus trabalhos sobre a política nazista e o lesbianismo no livro Nationalsozialistische Sexualpolitik und weibliche Homosexualität [A posição das mulheres lesbianas em época nazista].
Claudia Schoppmann está até hoje envolvida em iniciativas políticas contra o silêncio e o esquecimento das mulheres lésbicas durante era nazista, por exemplo, no debate sobre o monumento aos homossexuais perseguidos pelo nacional-socialismo no Tiergarten de Berlim.

## Prêmios
- Prêmio «Rosa Courage» obtido em Osnabrück (1997) por sua contribuição ao estudo da história das mulheres lésbicas durante o nazismo.
- Prêmio «Zivilcourage» do CSD Berlim  (2012) por sua contribuição ao estudo da história das lésbicas durante o nazismo.[10]

## Obra
- Claudia Schoppmann (1997). Nationalsozialistische Sexualpolitik und weibliche Homosexualität (em alemão). [S.l.: s.n.] ISBN 3-89085-538-5.
- Claudia Schoppmann (1995). Im Fluchtgepäck die Sprache - Deutschsprachige Schriftstellerinnen im Exil (em alemão). [S.l.: s.n.] ISBN 3-596-12318-6.
- Claudia Schoppmann (1998). Zeit der Maskierung - Lebensgeschichten lesbischer Frauen im "Dritten Reich (em alemão). [S.l.: s.n.] ISBN 3-596-13573-7.
- Claudia Schoppmann (2001). Nach der Shoa geboren. Jüdische Frauen in Deutschland (em alemão). [S.l.: s.n.] ISBN 3-88520-529-7.
- Claudia Schoppmann (1999). Verbotene Verhältnisse (em alemão). [S.l.: s.n.] ISBN 3-89656-038-7.
- Claudia Schoppmann (1999). Der Skorpion. Frauenliebe in der Weimarer Republik (em alemão). [S.l.: s.n.] ISBN 3-89656-038-7.
- Claudia Schoppmann (1999). Der homosexuellen NS-Opfer gedenken (em alemão). [S.l.: s.n.] ISBN 3-927760-36-6.
- Claudia Schoppmann (1996). Ich fürchte die Menschen mehr als die Bomben. Aus den Tagebüchern von drei Berliner Frauen 1938-1946 (em alemão). [S.l.: s.n.] ISBN 3-926893-30-3.
- Claudia Schoppmann (2002). 1930-1950 Zeitzeugen aus Demokratie und Diktatur. Leben zwischen Anpassung und Widerstand (em alemão). [S.l.: s.n.] ISBN 3-930998-25-4.